# Wilhelm Plünnecke
Wilhelm Plünnecke (* 17. Juni 1894 in Hannover; † 24. August 1954 in Stuttgart) war ein deutscher Maler, Grafiker, Radierer, Zeichner und Buchillustrator.

## Leben und Wirken

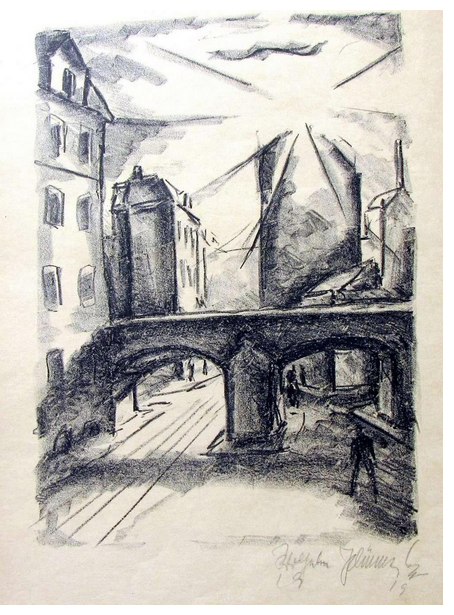
Lithografie aus Häuser, Bäume und Menschen (1919)

Wilhelm Plünnecke stammte aus einer Architektenfamilie. Er studierte bei Emil Orlik in Berlin und an der Leipziger Akademie. Er war als Soldat im Ersten Weltkrieg eingesetzt, so dass einige seiner Werke diese Thematik beinhalten. Er gehörte seit 1918 zu der Vereinigung der Hannoverschen Sezession an und fertigte das Plakat zur ersten Ausstellung sowie den Umschlag des Ausstellungskatalogs. Er gestaltete 1919 das Titelblatt für die 3. Flugschrift Umsturz und Aufbau oder die Illustrationen zu dem Buch Mädchen im Soldatenrock die Geschichte des Unteroffiziers Friederike Auguste Krüger von Werner May.
1940 wurde er an der Universität Leipzig promoviert. Er lebte später in Tübingen, wo er als Universitätszeichenlehrer tätig war. Von dort zog er nach Stuttgart, wo er u. a. als freier Mitarbeiter der Stuttgarter Nachrichten arbeitete.
Werke (Auswahl)

Von ihm waren unter anderem folgende Werke in der Ausstellung 1918 zu sehen.
- Traumfilm
- Vorstadt
- Gang nach Emmaus
- Selbstbild im Lazarett
- Biwak in Byblo
- Lots Flucht
- Berliner Kaffeehaus
- Anita Berber als Pierrot im Wintergarten

Schriften
- Willy Jaeckel. In: Die Kunst für alle. Malerei, Plastik, Graphik, Architektur. 34. Jahrgang, Heft 11/12, März 1919, S. 208–216 (Digitalisat).
- Grundformen der Illustration. Noske, Borna-Leipzig 1940 (Dissertation Universität Leipzig vom 14. Oktober 1940).